# Barszcz Sosnowskiego
Barszcz Sosnowskiego (Heracleum sosnowskyi Manden.) – gatunek rośliny zielnej z rodziny selerowatych (Apiaceae).
Pochodzi z rejonu Kaukazu, skąd został przeniesiony do środkowej i wschodniej części Europy, gdzie stał się rośliną inwazyjną i rozprzestrzenił na rozległych obszarach. Sklasyfikowany w 1944, nazwany od nazwiska rosyjskiego botanika, badacza flory Kaukazu, Dmitrija Iwanowicza Sosnowskiego i opisany w 1970 przez gruzińską botanik Idę Panowną Mandenową (1909–1995), od lat 50. do 70. XX wieku wprowadzany był do uprawy w krajach bloku wschodniego jako roślina pastewna. Z powodu problemów z uprawą i zbiorem, głównie zagrożenia zdrowia, uprawy były porzucane. Okazał się przybyszem kłopotliwym, gdyż w szybkim tempie zaczął się rozprzestrzeniać spontanicznie. Jest to roślina trudna do zwalczenia. Powoduje degradację środowiska przyrodniczego i ogranicza dostępność terenu. Sok wywołuje zmiany skórne.
Barszcz Sosnowskiego jest objęty prawnym ograniczeniem uprawy, rozmnażania i sprzedaży na terenie Polski i Unii Europejskiej.

## Rozmieszczenie geograficzne

### Zasięg naturalny
Naturalny zasięg obejmuje centralną i wschodnią część gór Kaukazu, całe Zakaukazie oraz północno-wschodnie krańce Turcji.

### Obszar inwazji
Do północno-zachodniej Rosji barszcz Sosnowskiego trafił w 1947, gdzie po kilkuletniej hodowli uznany został za wartościową roślinę pastewną i zaczął być rozpowszechniany w krajach bloku wschodniego. Gatunek włączono także do kolekcji ogrodów botanicznych.
Do Polski sprowadzony został w końcu lat 50. XX wieku jako dar radzieckiego Wszechzwiązkowego Instytutu Uprawy Roślin w Leningradzie. Początkowo był przedmiotem badań nad właściwościami leczniczymi roślin, prowadzonych w Ogrodzie Roślin Leczniczych Uniwersytetu Medycznego we Wrocławiu. W latach 60. XX wieku barszcz zaczęto uprawiać w Polsce w celach użytkowych, głównie w państwowych gospodarstwach rolnych na terenie ówczesnego województwa nowosądeckiego. Badania nad jego przydatnością prowadziła m.in. Stacja Hodowli i Aklimatyzacji Roślin na Choćkowskim na Gubałówce. Po zaniechaniu upraw często porzucano je, nie dbając o skuteczne usunięcie pozostałych roślin.
W warunkach środkowoeuropejskich barszcz okazał się bardzo żywotny i zaczął się rozprzestrzeniać. Na terenie Polski niedługo po wprowadzeniu do uprawy uznany został za trwały antropofit. W latach 80. XX wieku barszcz Sosnowskiego zaczęto opisywać jako gatunek inwazyjny, początkowo zwłaszcza w krajach bałtyckich. W połowie lat 90. jego występowanie rejestrowano w Polsce w wielu rejonach dawnych upraw i w odległości kilku kilometrów od nich. Liczebność i rozprzestrzenienie tego gatunku stale wzrasta. Spotykany jest obecnie na całym niżu Polski, szczególnie licznie na Podhalu, w dolinach rzecznych. Zaliczany jest do najgroźniejszych gatunków inwazyjnych w Polsce. W krajach byłego Związku Radzieckiego od końca lat 90. XX wieku utarła się dla tej rośliny nazwa „zemsty Stalina” (ros. месть Сталина), ponieważ sprowadzona została z Kaukazu niedługo przed jego śmiercią. Stanowi narastający problem na Białorusi i w europejskiej części Rosji.
Barszcz Sosnowskiego bywa mylony z barszczem Mantegazziego, co utrudnia precyzyjne określenie zasięgu. Barszcz Sosnowskiego notowany jest głównie we wschodniej Europie, sięgając na zachód do Danii i wschodnich Niemiec, a w Rosji od Murmańska po Woroneż, natomiast nie ma go na Półwyspie Skandynawskim. W zachodniej Europie występuje głównie spokrewniony barszcz Mantegazziego, w Skandynawii zaś Heracleum persicum.

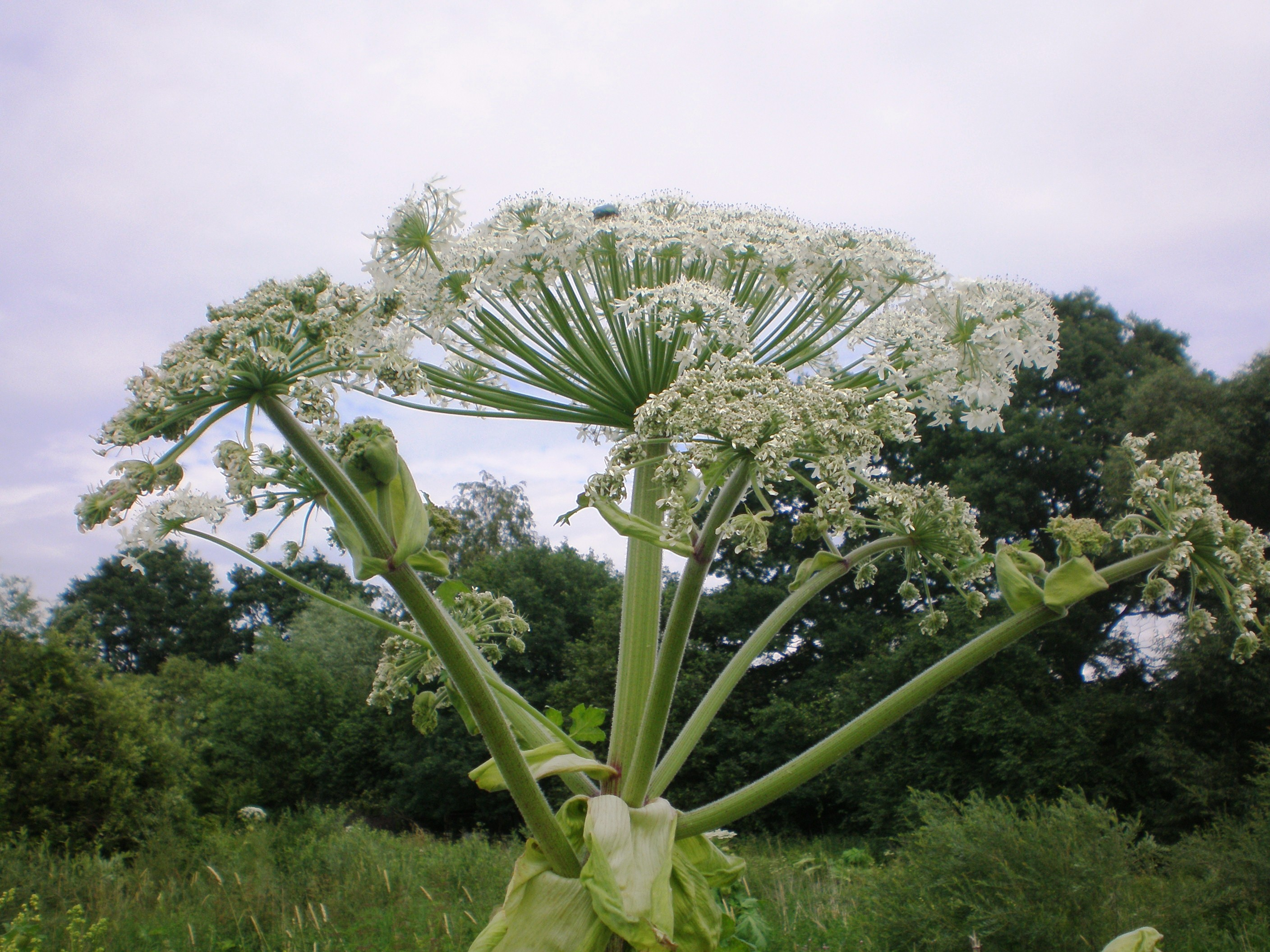
Kwiatostan

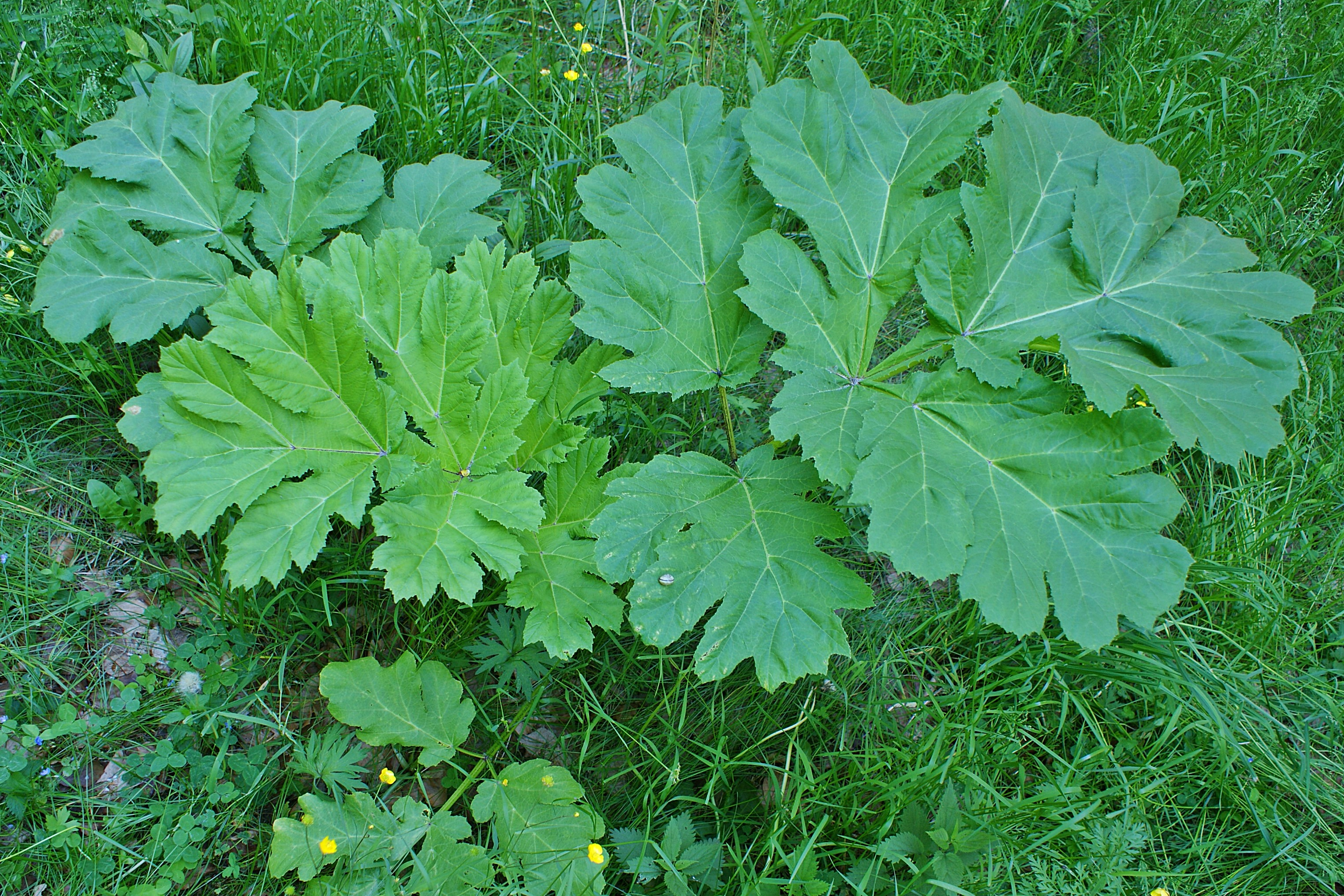
Liście

## Morfologia
ŁodygaOsiąga od 1 do 4 m wysokości przy średnicy od 5 do 12 cm. Jest głęboko podłużnie bruzdowana, zwłaszcza w górnej części, wewnątrz pusta, rzadko owłosiona (mocniej owłosione są ogonki liściowe). U góry zielona, ku dołowi zwykle pokryta purpurowymi plamkami.
KorzeńPalowy osiągający 200 cm głębokości, z głównym korzeniem i jego rozgałęzieniami skierowanymi w dół, barwy ciemnożółtej do brązowej. Największa masa silnie rozgałęziających się korzeni znajduje się w warstwie do głębokości około 30 cm i tworzona jest przez mniejsze rozgałęzienia rozrastające się poziomo. Z wiekem korzeń w górnej części silnie grubieje gromadząc substancje odżywcze i osiąga u roślin gotowych do kwitnienia do ok. 15 cm średnicy.
LiścieSkrętoległe, pierzastodzielne o średnicy do 150 cm. Składają się z dość szerokich i przeważnie tępo zakończonych lub nagle, krótko zaostrzonych odcinków. Wzdłuż brzegu blaszki liściowej znajdują się krótkie, zaokrąglone ząbki. Kształt liści jest zmienny.
KwiatyZebrane w gęsty i duży baldach o średnicy do 50 cm, składający się z 30–75 baldaszków wyrastających na krótko owłosionych promieniach. Na jednej roślinie znajdować się może 1–20 tysięcy kwiatów, czasem do 50 tysięcy. Kielich jest drobny, pięcioząbkowy, korona składa się z 5 białych, rzadko zaróżowionych płatków osiągających 10 mm długości. Słupek pojedynczy.
OwoceJajowata lub owalna rozłupnia o długości 8–10 mm (rzadko do 15 mm) długości. Składa się z dwóch niełupek połączonych karpoforem, z których każda zawiera jedno nasiono. Owoc ma barwę oliwkową z czterema brunatnymi smugami przewodów olejkowych i za młodu jest gęsto owłosiony.

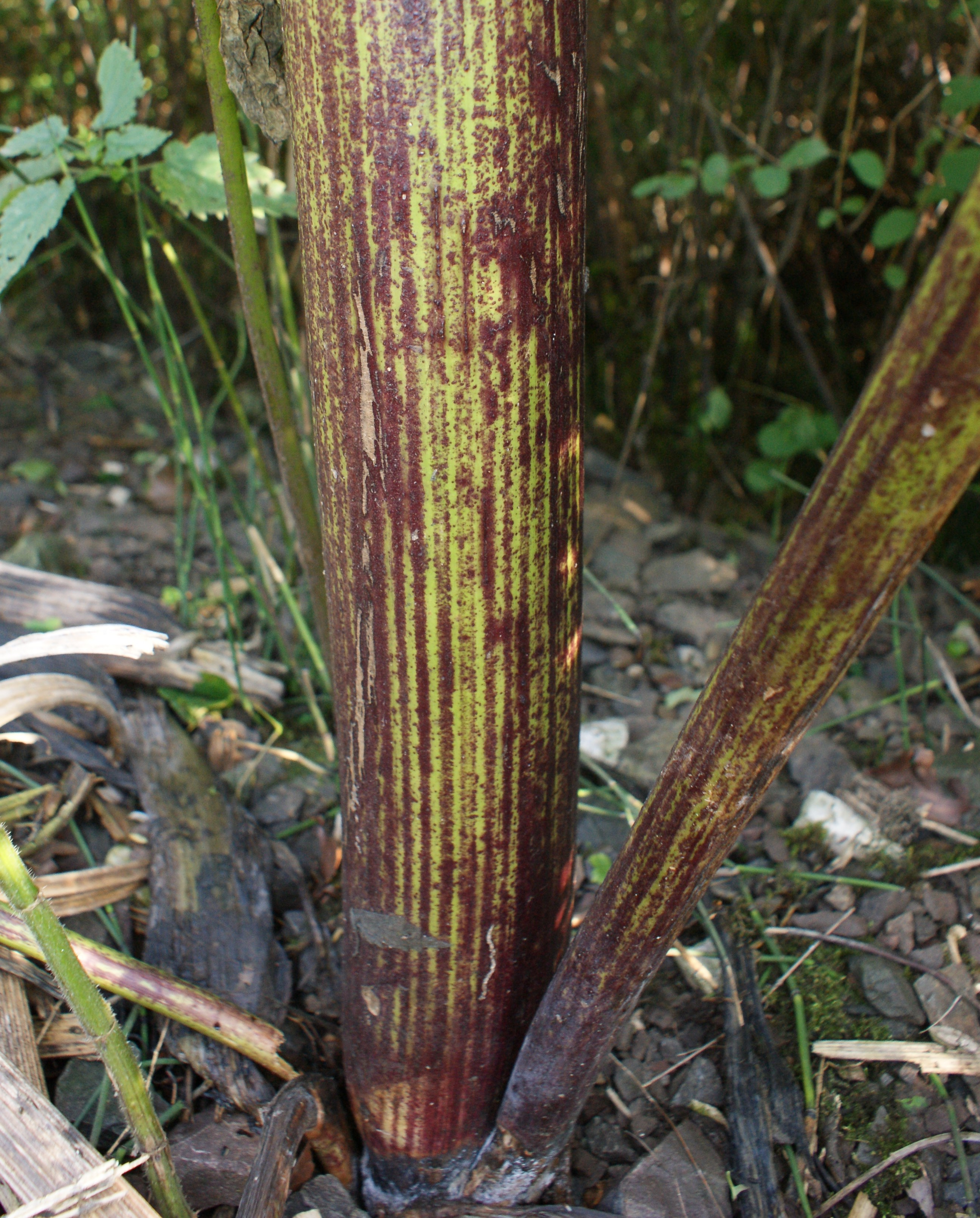
Dolna część łodygi
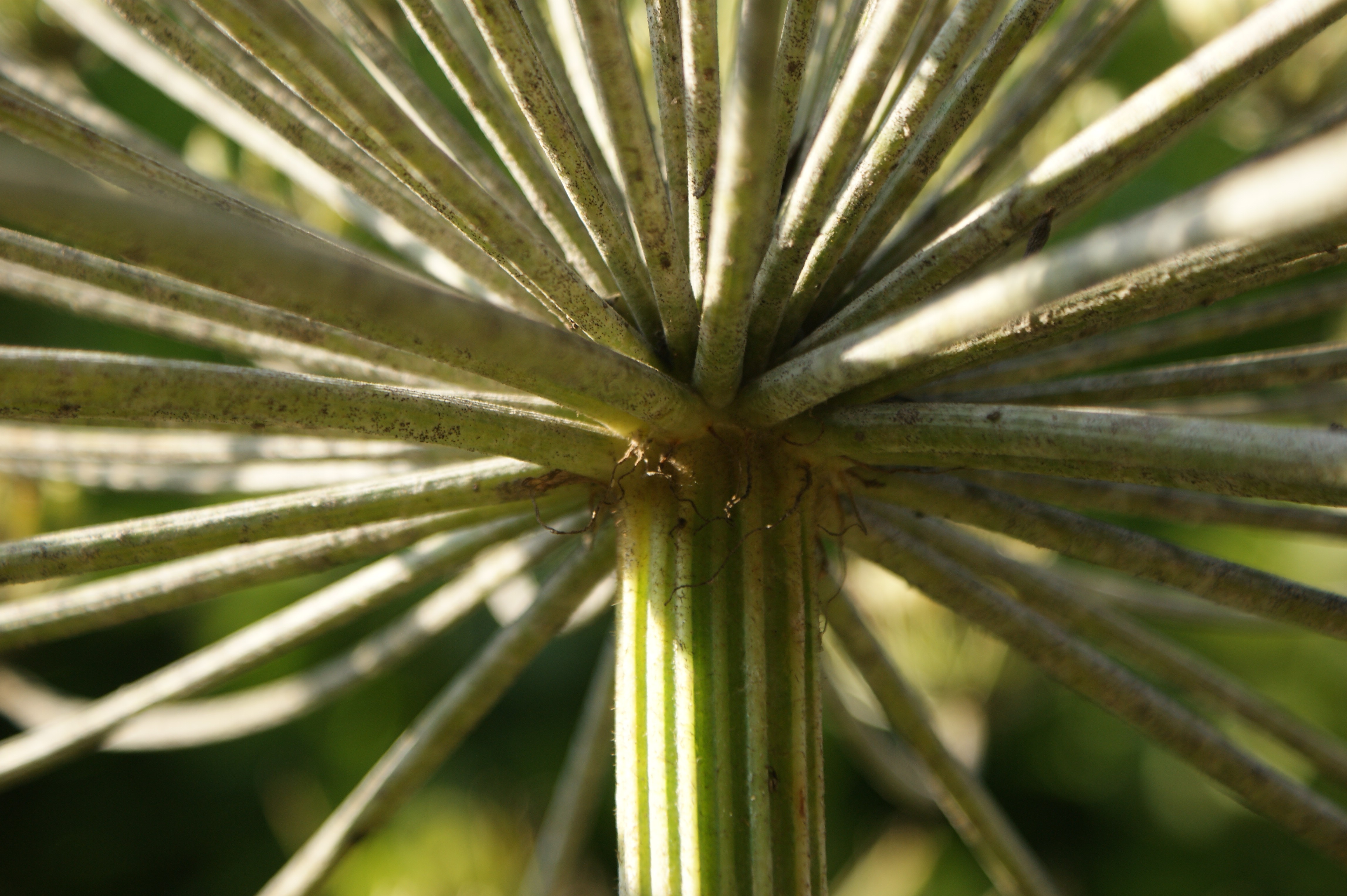
Nasada baldachu – wąskie pokrywy i bruzdowana górna część łodygi
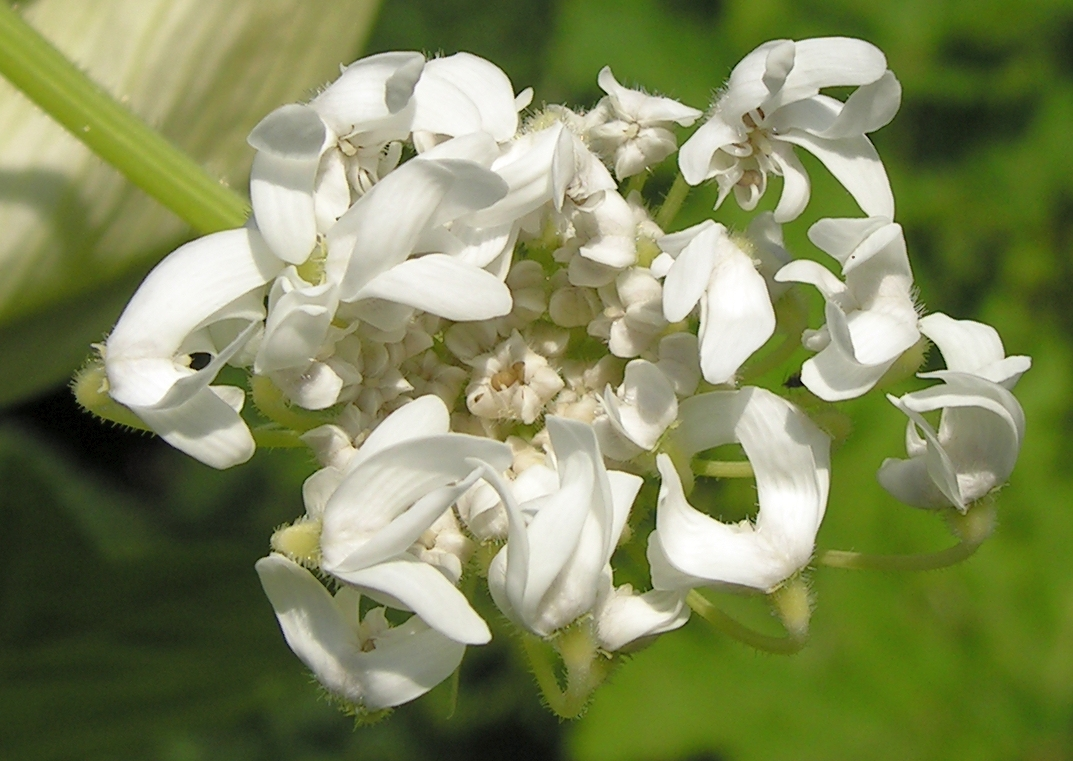
Młody baldaszek z rozwijającymi się kwiatami
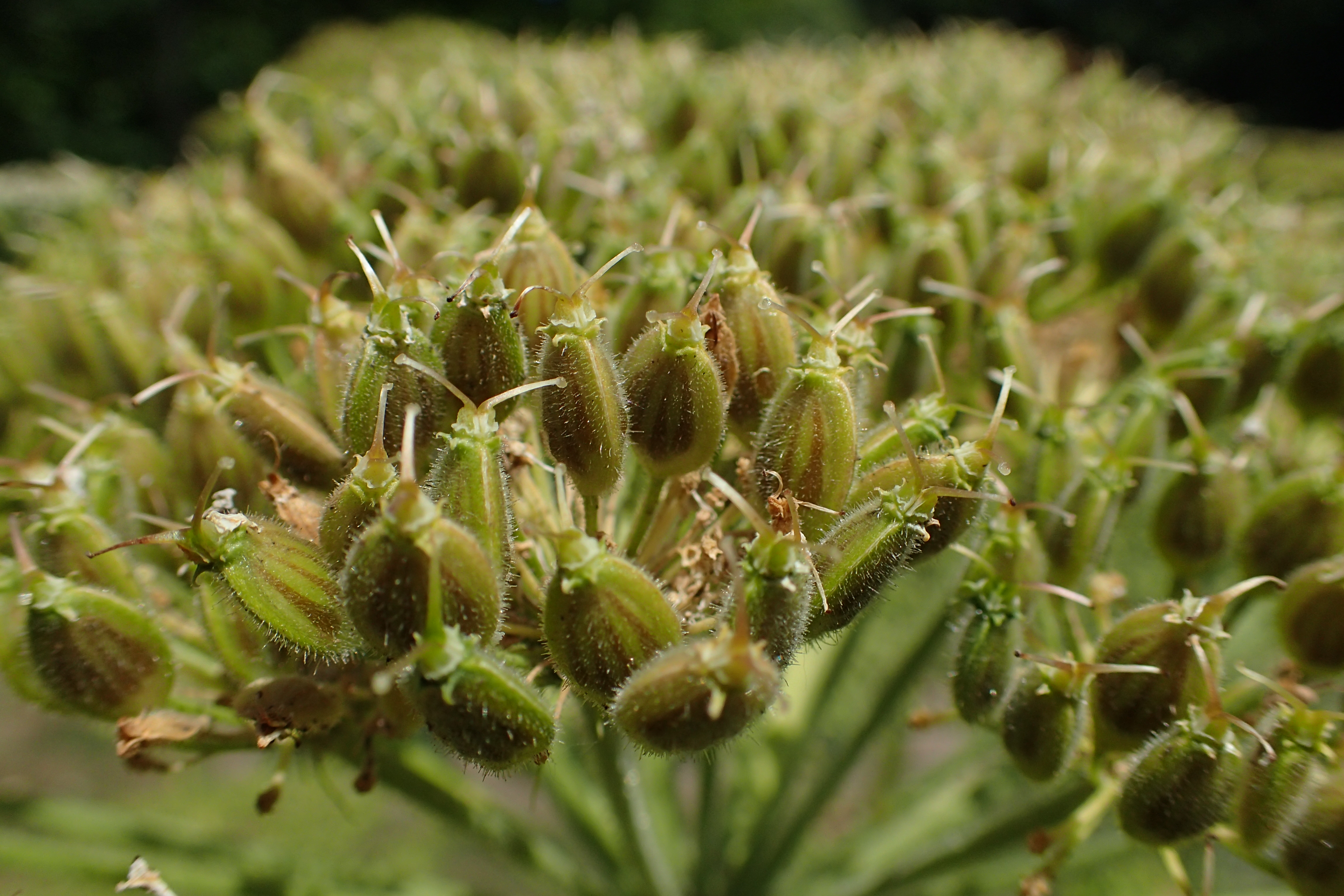
Owoce

Gatunki podobneBarszcz Mantegazziego ma liście podzielone na węższe i ostro zakończone odcinki. Poza tym przewody olejkowe na grzbietowej stronie niełupek w barszczu Mantegazziego sięgają do końca owoców, a w barszczu Sosnowskiego tylko do 3/4 ich długości. Promienie baldachów w barszczu Mantegazziego pokryte są wąskimi, przejrzystymi i błyszczącymi brodawkami, podczas gdy na barszczu Sosnowskiego są krótko owłosione. Różnice diagnostyczne są mało wyraźne i nie odróżniają jednoznacznie obu gatunków.

## Biologia

### Cechy fitochemiczne

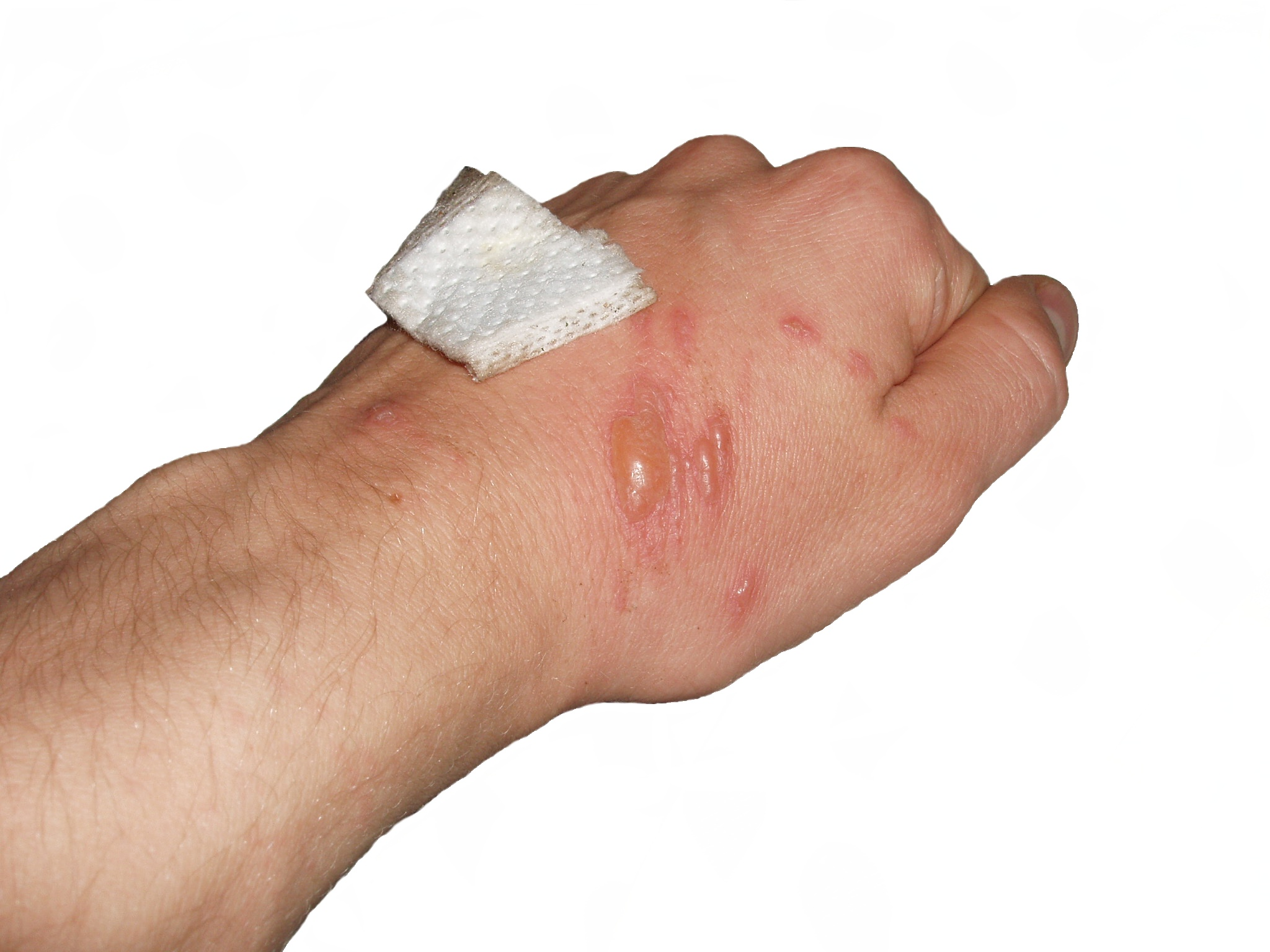
Uszkodzenia skóry po kontakcie z barszczem

We wszystkich częściach rośliny, w tym we włoskach gruczołowych na łodygach i w liściach oraz w korzeniach, znajduje się olejek eteryczny, zawierający m.in. związki kumarynowe (furanokumaryny), których zapach jest wyraźnie wyczuwalny po roztarciu liści. Związki te pełnią funkcję obronną – chronią roślinę przed owadami i patogenami. Zawartość furanokumaryn jest zmienna u poszczególnych osobników tego gatunku. Zawartość i skład olejku eterycznego ulega także zmianom w trakcie sezonu wegetacyjnego. Poza wymienionymi związkami w jego skład wchodzą też alfa-pinen, beta-pinen, kamfen, mircen, limonen, ocymen.
ToksycznośćZawarte w wodnistym soku oraz w wydzielinie włosków gruczołowych furanokumaryny stanowią zagrożenie dla zdrowia ludzi. Związki te w kontakcie ze skórą i w obecności światła słonecznego, w szczególności ultrafioletowego, powodują oparzenia (fotodermatozę) II i III stopnia. Objawy pojawiają się przy naświetleniu promieniowaniem ultrafioletowym po kilkunastu minutach od kontaktu, przy czym największa wrażliwość i natężenie pojawiania się objawów następuje w ciągu od 30 minut do 2 godzin. Ponieważ, zanim pojawią się objawy oparzeń, mija długi czas, przy nieświadomości ryzyka ofiary oparzeń nierzadko intensywnie i długo mają do czynienia z rośliną (narażone są zwłaszcza dzieci, pracownicy zajmujący się utrzymaniem zieleni, rolnicy). Na siłę reakcji ma wpływ osobista wrażliwość, która zwiększa się w wysokich temperaturach i przy dużej wilgotności powietrza oraz w przypadku silnego pocenia się. W ciągu 24 godzin nasilają się objawy w postaci zaczerwienienia skóry (erythema) i pęcherzy z surowiczym płynem (oedema). Stan zapalny utrzymuje się przez około 3 dni. Po tygodniu miejsca podrażnione ciemnieją (hiperpigmentacja) i stan taki może utrzymywać się przez kilka miesięcy. Miejsca podrażnione na skórze zachowują wrażliwość na światło ultrafioletowe nawet przez kilka lat. Odkryto działanie kancerogenne i teratogenne niektórych furanokumaryn wytwarzanych przez ten gatunek.
Roślina może powodować oparzenia również u zwierząt hodowlanych, na przykład wymion krów mlecznych. Także spożycie przez zwierzęta zielonych roślin może spowodować stan zapalny układu pokarmowego, krwotoki wewnętrzne i biegunkę. Badania kliniczne dowiodły jednak wyraźnie mniejszą toksyczność furanokumaryn spożytych z pokarmem, niż drażniących skórę bezpośrednio eksponowaną na słońce.

### Rozwój

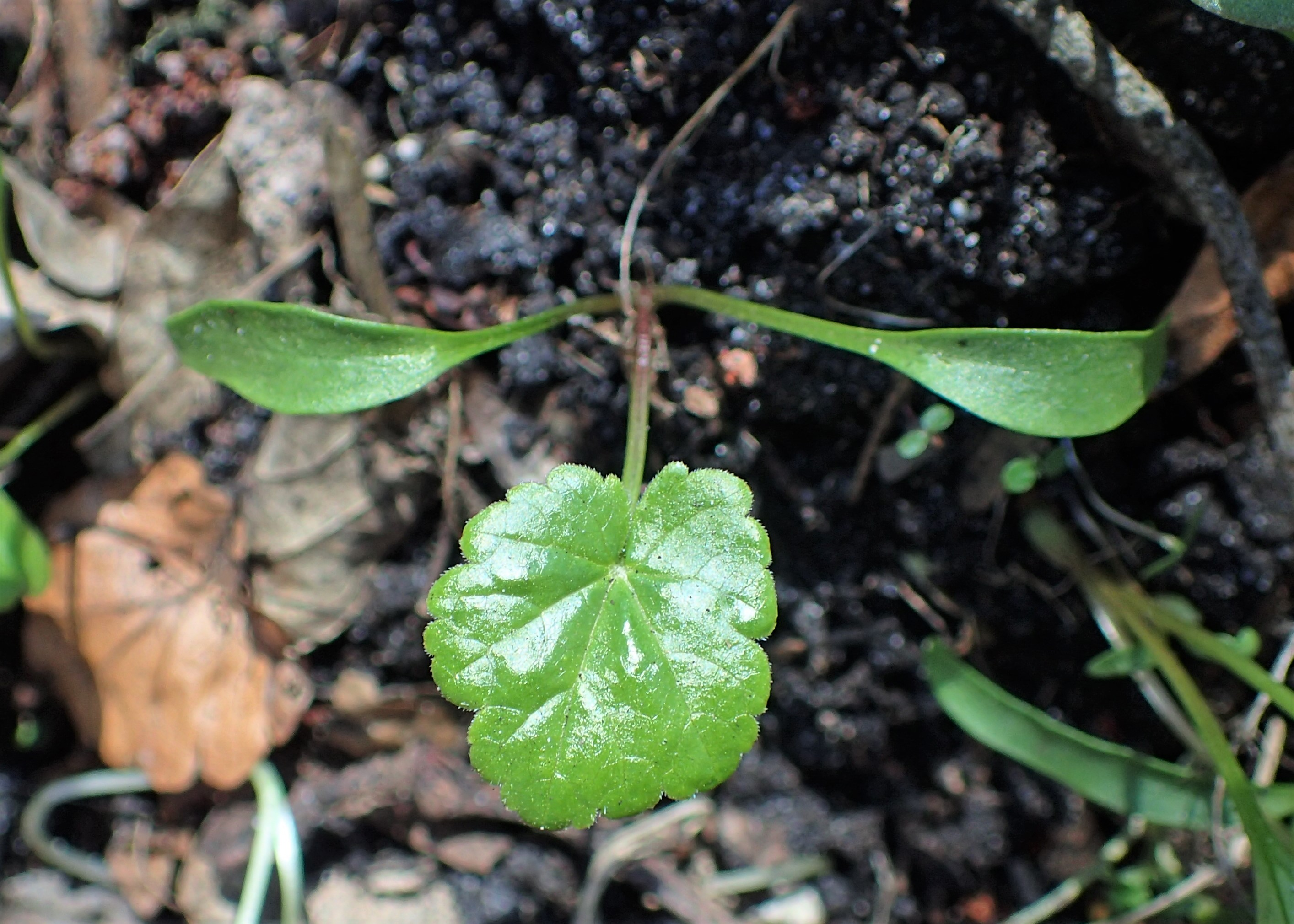
Siewka barszczu Sosnowskiego

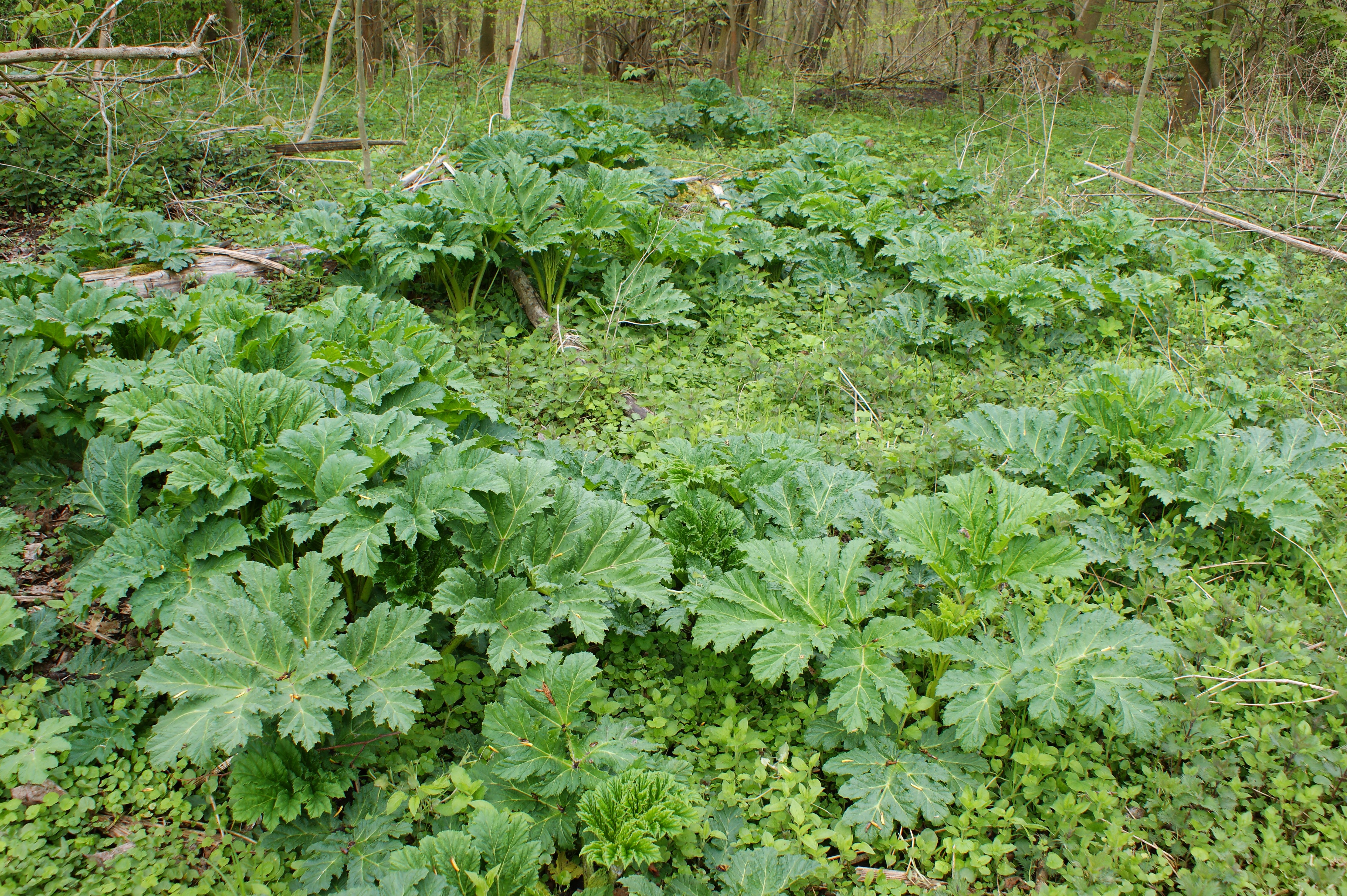
Rozety liści wiosną

Monokarpiczna bylina, w optymalnych warunkach rośnie jak roślina dwuletnia. Barszcz rozmnaża się wyłącznie z nasion – nie rozprzestrzenia się wegetatywnie, choć łatwo się regeneruje w przypadku uszkodzenia (np. wykoszenia) części nadziemnych. W glebowym banku nasion jesienią znajduje się w pobliżu roślin macierzystych do 12 tysięcy żywych nasion (średnio 6,7 tys.) na 1 m², z czego 98% znajduje się w górnej warstwie gleby o grubości 5 cm. Rozsiewane nasiona mają niedorozwinięty zarodek i wymagają okresu przelegiwania. Do aktywacji zarodka konieczna jest stratyfikacja nasion – spadek temperatur (do 2–5 °C przez 60–90 dni) i odpowiednia wilgotność w otoczeniu nasiona. Do wiosny przeżywa ponad 2 tys. nasion na 1 m². Nie wszystkie z nich osiągają jednak zdolność do kiełkowania. Część nasion pozostaje w stanie spoczynku i kiełkuje w kolejnych latach (zdolność kiełkowania zachowują przez 4 lata lub dłużej). Wiosną siewki masowo kiełkują, ale średnio tylko 2% z nich przeżywa konkurencję ze strony rodzeństwa i roślin dorosłych. Liścienie są wydłużone, pierwsze liście dolne są okrągławe, następne trójkątne z wcinaną blaszką. W pierwszym roku życia roślina rozwija poza liścieniami zwykle tylko jeden liść i nie przekracza 50 cm wysokości.
W kolejnych latach rośliny rozwijają co roku (od kwietnia począwszy) rozety okazałych liści, a pęd kwiatostanowy wypuszczają zwykle w 3–5 roku życia, przy czym w warunkach niekorzystnych mogą w fazie wegetatywnej spędzić co najmniej 6 lat, według niektórych źródeł nawet 12 lat. Okazy kwitnące w danym roku wykształcają pęd kwiatostanowy, który w końcu maja osiąga 150–200 cm wysokości. W czerwcu pojawiają się maczugowate pąki kwiatowe. Poszczególne baldachy zaczynają się rozpościerać w drugiej dekadzie czerwca i kwitną przez 2–3 tygodnie. W sumie kwitnienie pojedynczej rośliny trwa zwykle 31–41 dni, rzadziej nawet ok. 60 dni. Kwiaty zapylane są przez owady wabione nektarem; odnotowano także samopylność. Owoce zaczynają się zawiązywać ok. 10 dni po rozpoczęciu kwitnienia i dojrzewają po ok. 44 dniach. W końcu lipca nasiona zaczynają dojrzewać i trwa to do połowy sierpnia. W tym czasie roślina macierzysta obumiera. Wytwarzane w wielkich ilościach nasiona opadają w większości do końca września zwykle w pobliżu rośliny macierzystej (60–90% w promieniu do 4 m). Część owoców zachowuje się na martwych, zasychających pędach do zimy. Na większe odległości są przenoszone przez wodę, zwłaszcza podczas wezbrań. Za rozprzestrzenianie w skali lokalnej odpowiedzialny jest także wiatr, zwłaszcza w okresie zimowym, przemieszczając nasiona po zmarzniętej lub zaśnieżonej powierzchni. Nasiona bywają roznoszone przez ludzi (przyczepione do ubrań) i zwierzęta. Martwe pędy po rozsianu owoców zachowują się czasem do następnej wiosny.

### Genetyka
Liczba chromosomów wynosi 2n = 22. Materiał genetyczny był badany w celu ustalenia relacji filogenetycznych oraz zmienności gatunku, odkodowane fragmenty DNA plastydowego i RNA rybosomalnego publikowane są w bazie danych GenBanku. Badania zmienności genomu roślin występujących w Europie potwierdziły małą zmienność genetyczną w obszarze wtórnego zasięgu (rośliny pochodziły z niewielkiej populacji wyjściowej). Wykazano jednak, że przynajmniej niektóre populacje (np. w Danii) pochodzą z innego źródła, co oznacza wielokrotną introdukcję gatunku z różnych populacji źródłowych.

## Ekologia

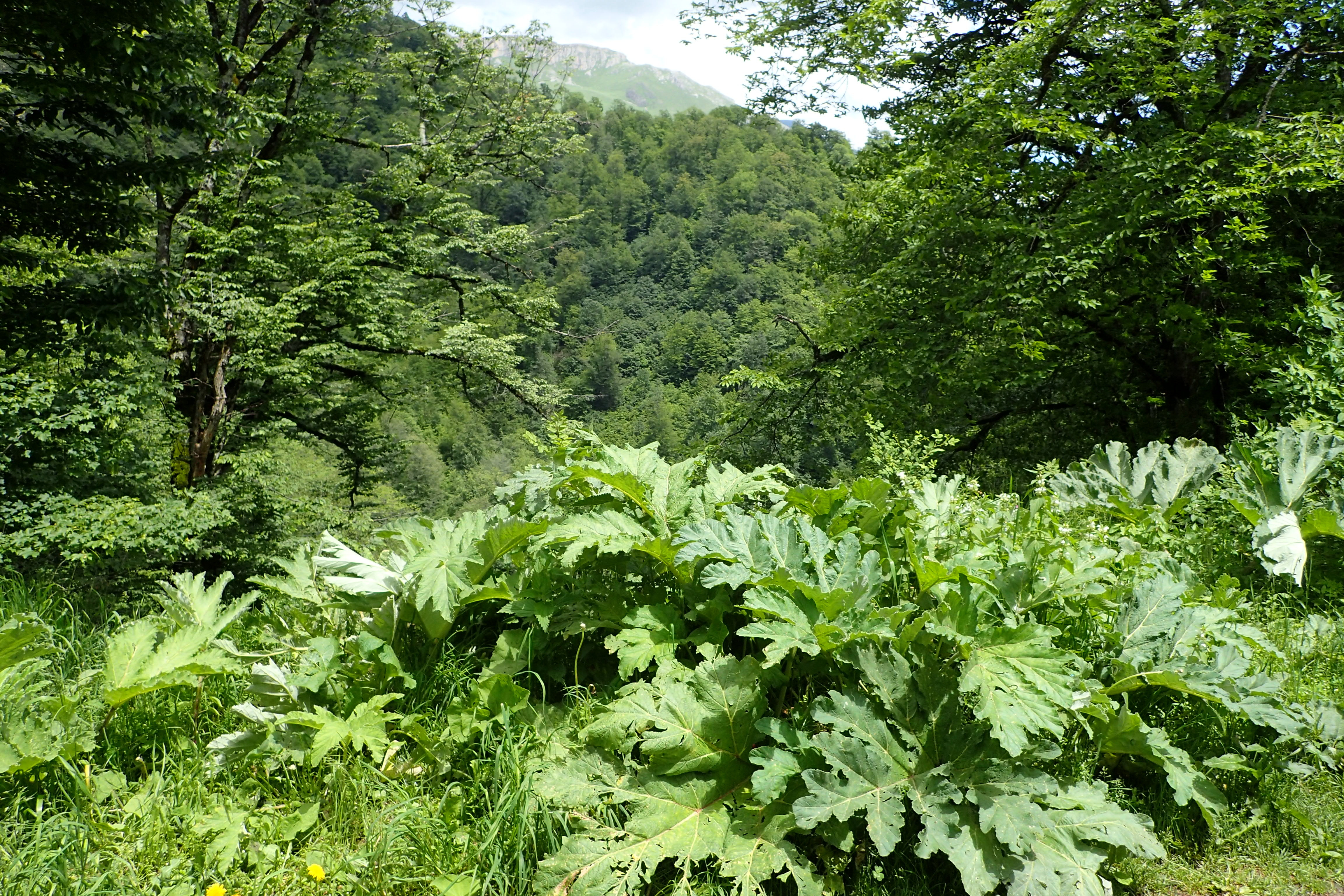
Barszcz Sosnowskiego na naturalnym stanowisku w Parku Narodowym „Dilidżan” w Armenii

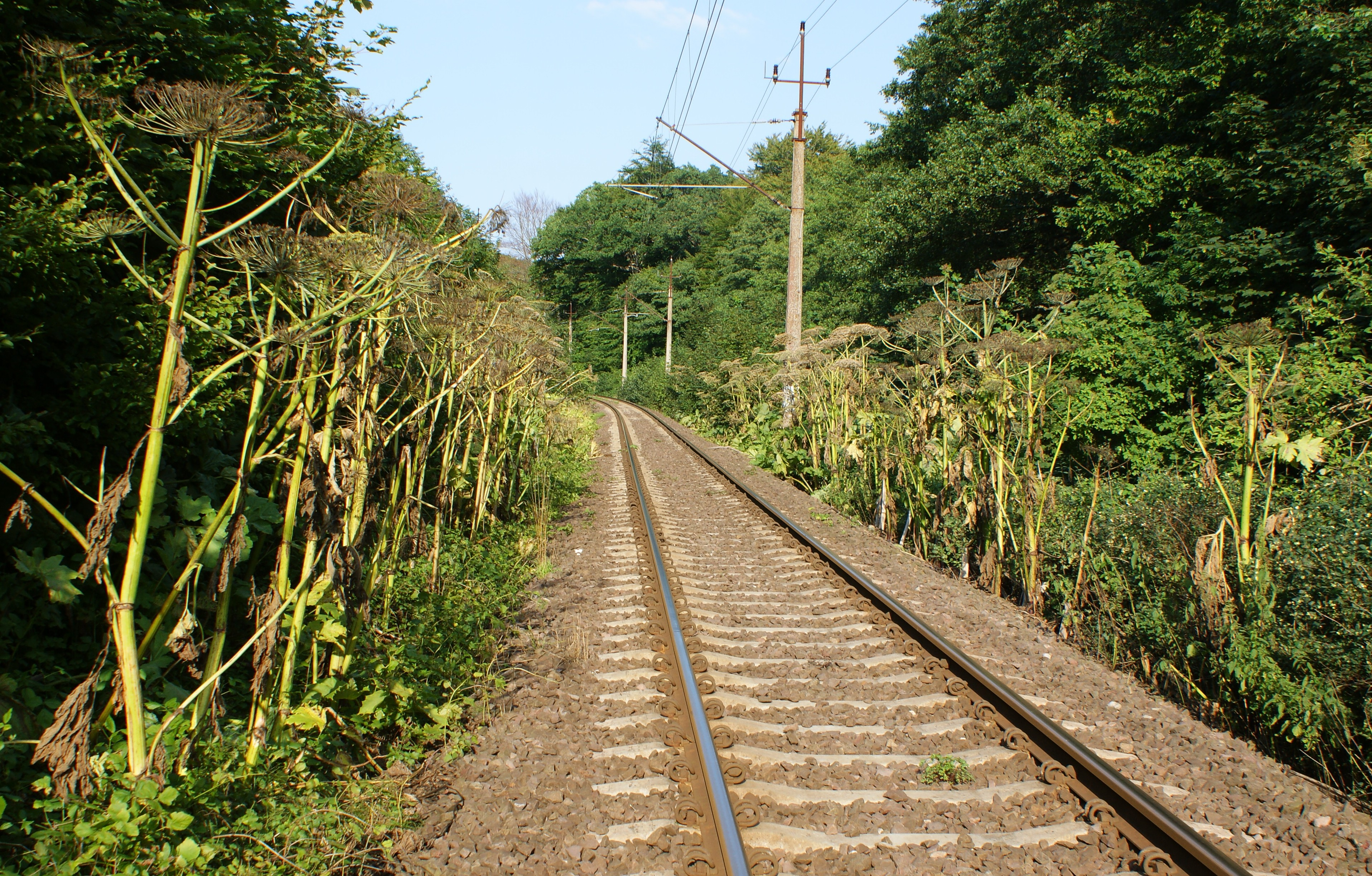
Barszcz Sosnowskiego rosnący wzdłuż torów kolejowych pod Kołobrzegiem

Barszcz Sosnowskiego rośnie na Kaukazie w zaroślach wzdłuż potoków górskich, na obrzeżach lasów i polanach. W obszarze zasięgu wtórnego występuje w rozmaitych zbiorowiskach roślinnych, głównie przekształconych przez człowieka, takich jak miedze, przydroża, odłogi, pola uprawne, pastwiska i łąki, w ogrodach i parkach. Wkracza także do lasów, w tym olsów i łęgów. Najczęściej rozprzestrzenia się w miejscach porzuconych i nieużytkowanych przez człowieka, często wzdłuż rowów i w dolinach rzecznych, które stanowią główny szlak migracji. W miejscach występowania rośnie zwykle masowo, często tworząc jednogatunkowe agregacje i zmieniając skład dotychczasowych fitocenoz. W miejscach masowego występowania zróżnicowanie gatunkowe spada o ok. 2/3 w porównaniu do analogicznych siedlisk wolnych od barszczu. Duża zawartość związków kumarynowych sprawia, że prawdopodobne jest oddziaływanie allelopatyczne na inne gatunki roślin. Masywne rośliny zatrzymują 80% światła, powodując ustępowanie gatunków światłolubnych. Są również problemem na uprawach leśnych. Barszcze, masowo rosnąc na brzegach wód, niekorzystnie oddziałują na faunę żyjącą w tym samym siedlisku, poza tym przyczyniają się do zwiększenia erozji brzegów, ponieważ wypierają wzmacniające brzegi rośliny kłączowe. Zarówno zagęszczenie osobników, jak i areał stanowisk są zmienne. Spotyka się stanowiska z pojedynczymi roślinami oraz takie, gdzie barszcze zajmują hektary powierzchni z zagęszczeniem osiągającym 10 dorosłych osobników na jeden metr kwadratowy.
Barszcz Sosnowskiego jest mrozoodporny. W pierwszym roku młode rośliny znoszą spadki temperatur do −7 °C, a starsze rośliny tolerują mróz −25 °C (przykryte śniegiem nawet do −45 °C). Gatunek ten jest cienioznośny (różni się tym od barszczu Mantegazziego), co pozwala mu wnikać także do lasów.

## Systematyka i nazewnictwo
Gatunek odkryty został w 1772 przez ekspedycję Rosyjskiej Akademii Nauk prowadzoną przez Johanna Güldenstädta, podczas której zebrano okaz zielnikowy. Jednak na pierwszy opis naukowy gatunek czekał do 1944. Wówczas to jego diagnozę taksonomiczną opublikowała Ida P. Mandenowa. Gatunek nazwała na cześć Dmitrija Sosnowskiego – rosyjskiego badacza flory Kaukazu. Wcześniej okazy tego gatunku rozpowszechniane w kolekcjach i parkach nazywano Sphondylium pubescens Hoffm. (Hoffmann, 1814), Heracleum giganteum Spr., Heracleum giganteum (Spr.) Hornemann 1819, a później Heracleum pubescens (Hoffm.) M. Bieb. (Marschall von Bieberstein, 1819). Mandenowa w 1950 zaliczyła barszcz Sosnowskiego wraz z dziesięcioma innymi gatunkami do sekcji Pubescentia w obrębie rodzaju Heracleum (później powiększoną przez innych badaczy o dwa kolejne gatunki), która została w badaniach molekularnych potwierdzona jako grupa monofiletyczna (wszystkie taksony pochodzą od wspólnego przodka).
Z sekcji Pubescentia w Europie występują trzy gatunki inwazyjne: barszcz Sosnowskiego (Heracleum sosnowskyi), Mantegazziego (H. mantegazzianum) i Heracleum persicum, przy czym przez długi czas nazwa Heracleum sosnowskyi używana była za synonim dla H. mantegazzianum, ewentualnie uznawano barszcz Sosnowskiego za podgatunek barszczu Mantegazziego lub Heracleum pubescens. Obecnie potwierdzono odrębność genetyczną taksonów, ale jednocześnie stwierdzono bliskie ich pokrewieństwo, tak że wciąż trwają dyskusje nad ich rangą (mogą być traktowane jako odrębne gatunki lub podgatunki w obrębie jednego gatunku).
W obrębie rodzaju barszcz (Heracleum) możliwa jest hybrydyzacja i naukowcy spodziewają się powstawania mieszańców na przykład z rodzimym w Europie Środkowej barszczem syberyjskim (Heracleum sibiricum).

## Zastosowanie

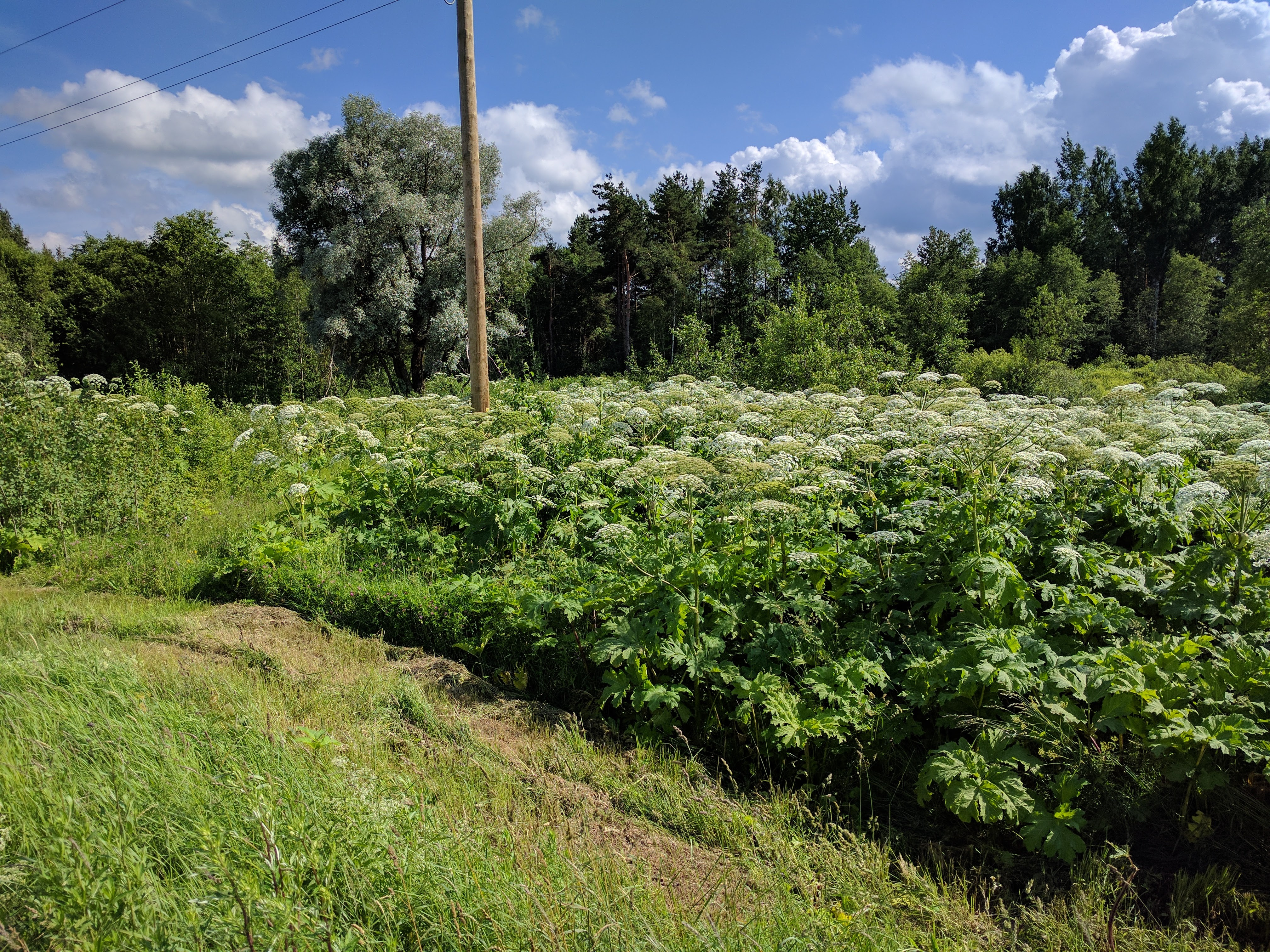
Rozległy płat barszczu Sosnowskiego przy drodze lokalnej na Łotwie

Roślina ozdobnaOkazałe barszcze pochodzące z rejonu Kaukazu, w tym barszcz Sosnowskiego, sadzone były w europejskich parkach i ogrodach jako roślinne osobliwości w XIX wieku. W XX wieku w miarę jak rosła świadomość o ich inwazyjności i zagrożeniach dla zdrowia – popularność używania barszczy do nasadzeń ozdobnych znacznie spadła.
Roślina pastewnaBarszcz Sosnowskiego ze względu na rozmiary i produkcję biomasy stał się w Związku Radzieckim w końcu lat 40. XX wieku przedmiotem badań nad wykorzystaniem w roli rośliny pastewnej. Jako surowiec do wytwarzania pasz dla bydła domowego zaczął być promowany od 1956 roku w krajach bloku wschodniego. Odkryto, że pasza z barszczu ma wysokie walory odżywcze (cechuje się wysoką zawartością białek i węglowodanów), doskonale nadaje się na kiszonki, a uprawy są wysokoplenne. Po okresie promowania upraw (w Polsce na początku lat 70. XX wieku) stopniowo zaprzestano jednak wykorzystania pastewnego rośliny ze względu na zagrożenie dla zdrowia ludzkiego. Poza tym zwierzęta karmione tą paszą dawały mleko i mięso o anyżowym posmaku. Głównym problemem okazał się zbiór – ze względu na rozmiary roślin trudno było go zmechanizować, a zbiór ręczny powodował oparzenia skóry. Barszcz Sosnowskiego jako roślina pastewna uprawiany był w Polsce do lat 80. XX wieku i tylko jeszcze w niektórych rejonach w północnej Rosji uprawy są kontynuowane.
Roślina miododajnaZe względu na liczbę kwiatów i odkryte, łatwo dostępne krążki miodnikowe barszcz Sosnowskiego, podobnie jak inni przedstawiciele tego rodzaju, dostarcza pożytków pszczelich. Wydajność miodowa tego gatunku sięga 300 kg/ha. Zastosowanie barszczu Sosnowskiego jako rośliny miododajnej było promowane równocześnie z rozpowszechnianiem jej jako rośliny pastewnej. Rozsiewanie tych roślin przez pszczelarzy należy zresztą do jednej z przyczyn rozpowszechnienia tego gatunku w środkowej Europie.

## Historia uprawy

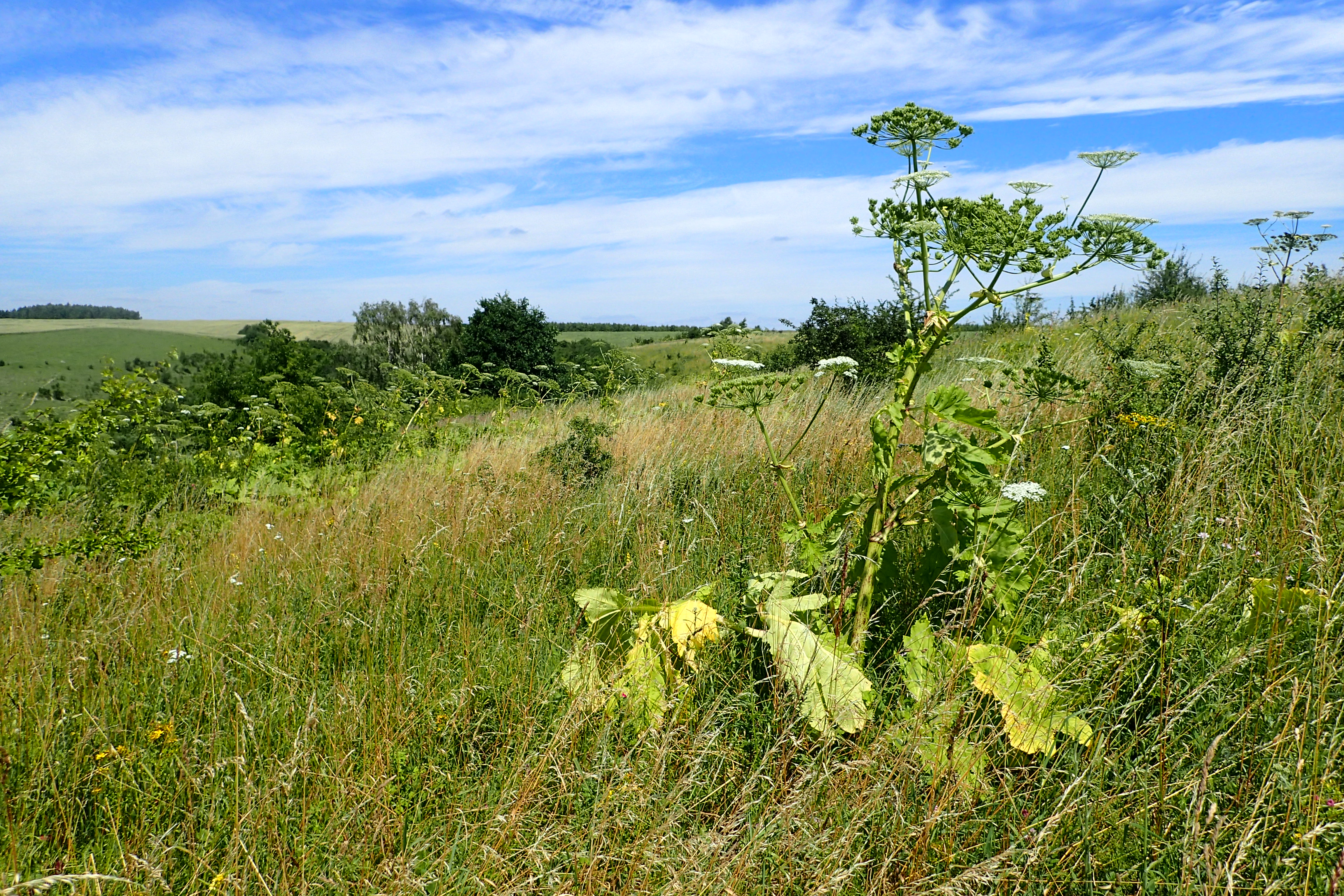
Barszcz Sosnowskiego na zboczach doliny Warty między Czechowem i Santokiem pod Gorzowem Wlkp.

Ze względu na okazały pokrój i rozpowszechnienie w rejonie Kaukazu to właśnie ten gatunek najprawdopodobniej był w XIX wieku sadzony w parkach i ogrodach Europy jako Sphondylium pubescens, a później Heracleum pubescens (z powodu ograniczonej dostępności do Kaukazu zachodniego, badacze europejscy do barszczu Mantegazziego mogli dotrzeć znacznie później). W kilka lat po naukowym opisaniu barszczu Sosnowskiego rozpoczęła się jego hodowla w Związku Radzieckim, w celu uczynienia z niego rośliny pastewnej. W 1947 wprowadzony został do uprawy doświadczalnej w północno-zachodniej Rosji (w rejonie Murmańska i ówczesnego Leningradu), w 1948 roku trafił na Łotwę. Hodowano rośliny pozyskane z Dagestanu i Kabardo-Bałkarii (północny Kaukaz) i w trakcie zabiegów hodowlanych zabiegano o stworzenie odmian uprawnych o możliwie dużej produkcji biomasy i niskiej zawartości furanokumaryn. W 1956 barszcz został uznany za atrakcyjną roślinę pastewną i zaczął być szeroko rozpowszechniany. Gatunek trafił do Polski w latach 50. XX wieku jako dar uczonych radzieckich z Wszechzwiązkowego Instytutu Uprawy Roślin w Leningradzie. Zaczęto go uprawiać jako roślinę paszową w latach 70. XX wieku. Najchętniej uprawiany był na Podhalu, Podkarpaciu i Przedgórzu Sudeckim. Po porzuceniu upraw barszcz Sosnowskiego zaczął się rozprzestrzeniać samorzutnie w wielu regionach Polski. W połowie lat 80. XX wieku w Polsce i w innych krajach zaniechano uprawy barszczu Sosnowskiego, wprowadza się ograniczenia w jego uprawie i zwalcza istniejące stanowiska. Od 2011 roku ze względu na zagrożenie dla gatunków rodzimych lub siedlisk przyrodniczych ewentualna uprawa tego gatunku w Polsce wymaga zezwolenia Generalnego Dyrektora Ochrony Środowiska.
RozmnażanieRoślina rozmnaża się wyłącznie za pomocą nasion, których wytwarza wielkie ilości. Plon nasion uzyskanych z 1 ha pozwala na obsianie 100–200 ha.

## Zwalczanie
Gatunek nie powinien być uprawiany ze względu na zagrożenie dla zdrowia i szkody powodowane w środowisku przyrodniczym. Przynajmniej na obszarach chronionych i w pobliżu miejsc zamieszkanych powinien być zwalczany. W Polsce zabronione jest bez odpowiedniego zezwolenia sprowadzanie do kraju, przetrzymywanie, prowadzenie hodowli, rozmnażanie i sprzedaż tego gatunku. Stanowiska barszczu można niszczyć ręcznie lub mechanicznie (poprzez wykopywanie roślin lub ścinanie kwitnących pędów) oraz chemicznie, przy czym niezależnie od metody konieczne jest działanie konsekwentne i skoordynowane w dużej skali, z użyciem różnych metod w zależności od wielkości populacji i miejsc jej występowania. Planując zwalczanie tego gatunku należy pamiętać o ogromnej zdolności tych roślin do regeneracji oraz wielkiej liczbie nasion znajdujących się w glebie i zachowujących zdolność do kiełkowania przez szereg lat. Osoby biorące udział w zwalczaniu barszczu Sosnowskiego muszą być wyposażone w odpowiednie ubrania ochronne.
Niszczenie mechaniczne polegać może na ścinaniu pędów kwiatostanowych podczas pełni kwitnienia. Istotny jest odpowiedni termin realizacji zabiegu ponieważ zbyt wczesne ścięcie pędów spowoduje ich regenerację, a zbyt późne – rozsianie zawiązanych w międzyczasie nasion. Ponieważ barszcz jest rośliną monokarpiczną (po zakwitnięciu zawsze obumiera), takie działanie kończy życie rośliny. W celu eliminacji jej populacji metoda ta wymaga jednak konsekwentnego stosowania przez szereg lat w odniesieniu do roślin kiełkujących z glebowego banku nasion. Można też barszcze wykopywać lub wycinać, przy czym ze względu na łatwość odrastania z szyi korzeniowej rośliny trzeba odcinać od korzenia nie mniej niż 10 cm poniżej poziomu gruntu.
Spośród herbicydów skuteczne przeciw barszczom okazały się środki zawierające glifosat. Dobre efekty daje stosowanie środków chemicznych w połączeniu z metodami mechanicznymi, ewentualnie kilkukrotne w ciągu roku i kontynuowane przez kilka lat zwalczanie roślin za pomocą herbicydów. Rekomendowana jest też aplikacja dołodygowa nawozu mineralnego z cyjanamidem wapnia. Po zniszczeniu roślin na powierzchni (optymalnie 3 tygodnie po zastosowaniu herbicydów) można znacząco ograniczyć odradzanie się ich z nasion poprzez głęboką orkę. Jeszcze lepsze efekty daje usunięcie wierzchniej warstwy gleby i dopiero wówczas wykonanie orki oraz wapnowania gleby. 
Skuteczną metodą zwalczania barszczu jest wypas na jego stanowiskach owiec i bydła. Zwierzęta powinny mieć wcześniej możliwość przywyknięcia do tego pokarmu, a w obrębie pastwiska powinna istnieć możliwość wypasu na różnych roślinach pokarmowych. Preferować też należy zwierzęta odporne na podrażnienia słoneczne (np. czarne owce wrzosówki). Za skuteczne uznawane jest też szczelne przykrywanie powierzchni zajmowanej przez barszcze w celu odcięcia dostępu światła, przy czym rekomendowane jest dla stanowisk raczej ograniczonych powierzchniowo.
Ze względu na wysokie koszty i uciążliwość zwalczania tej rośliny istotna jest konsekwencja w powstrzymywaniu inwazji i zwalczanie jej ognisk, zwłaszcza w czasie, gdy na stanowiskach barszcz rośnie w postaci nielicznych jeszcze roślin.

## Zasady bezpieczeństwa
Należy unikać bezpośredniego kontaktu z tą rośliną. W razie konieczności należy chronić skórę, ubierając się szczelnie, najlepiej w strój z materiałów syntetycznych, wodoodpornych, w tym rękawice z długimi rękawami. Materiały z włókien naturalnych (bawełniane, lniane) wchłaniają sok i są penetrowane przez włoski roślin. Chronić należy także oczy, zakładając gogle, ewentualnie okulary. Jeżeli doszło do kontaktu z rośliną, należy niezwłocznie i dokładnie obmyć skórę wodą z mydłem i unikać ekspozycji podrażnionych miejsc na światło słoneczne przynajmniej przez 48 godzin. W przypadku kontaktu soku roślin z oczami, należy je przemyć dokładnie wodą i chronić przed światłem (nosić okulary z filtrem chroniącym przed ultrafioletem). Jeśli doszło do podrażnienia skóry, objawy zapalne zmniejsza zastosowanie miejscowo maści (kremów) kortykosteroidowych.

## Aspekty prawne
Gatunek ujęty jest na liście inwazyjnych gatunków stwarzających zagrożenie dla Unii Europejskiej, analogicznie ujęty także w polskim prawie. Na mocy ustawy z dnia 11 sierpnia 2021 r. o gatunkach obcych zakazuje się wprowadzania do środowiska oraz przemieszczania w środowisku tego gatunku.
Najwyższa Izba Kontroli w 2020 roku przedstawiła wyniki kontroli pt. Zapobieganie rozprzestrzenianiu się barszczy kaukaskich w Polsce. Opracowanie zawiera analizę prawną w zakresie zapobieganiu rozprzestrzeniania m.in. barszczu Sosnowskiego w Polsce.